# (35290) 1996 TE42
1996 TE42 (asteroide 35290) é um asteroide da cintura principal. Possui uma excentricidade de 0.13689350 e uma inclinação de 4.70120º.
Este asteroide foi descoberto no dia 8 de outubro de 1996 por Eric Walter Elst em La Silla.